# Caenagnathus
Caenagnathus là một chi khủng long, được R. M. Sternberg mô tả khoa học năm 1940.